# Guillermo Celis
Guillermo Celis est un footballeur colombien né le 8 mai 1993 à Sincelejo. Il évolue au poste de milieu défensif avec Deportes Tolima.

## Biographie
Il participe avec la sélection des moins de 20 ans au Tournoi de Toulon 2013. La Colombie atteint la finale de la compétition, en se faisant battre par le Brésil.
En 2016, il est retenu par le sélectionneur José Pékerman, afin de participer à la Copa América Centenario, organisée pour la toute première fois aux États-Unis.

## Carrière
- 2011 : Barranquilla FC ( Colombie)
- 2012-2016 : Junior de Barranquilla ( Colombie)
  - jan. 2013-fév. 2013 : Barranquilla FC ( Colombie) (prêt)
- 2016-2017 : Benfica Lisbonne ( Portugal)
  - jan. 2017-2017 : Guimaraães ( Portugal) (prêt)
- depuis 2017 : Guimaraães ( Portugal)

## Palmarès
- Championnat du Portugal en 2017
- Vainqueur de la Coupe de Colombie en 2015 avec Barranquilla